# ستيفن باور
ستيفن باور (بالإنجليزية: Steven Bauer)‏ مواليد 2 ديسمبر 1956 في هافانا، كوبا، هو ممثل كوبي بدأ مسيرته الفنية عام 1977.

## أعماله
- الوجه ذو الندبة
- سيف جدعون، 1986، بدور عميل الموساد آفنر

## روابط خارجية
- ستيفن باور على موقع IMDb (الإنجليزية)
- ستيفن باور على موقع روتن توميتوز (الإنجليزية)
- ستيفن باور على موقع ألو سيني (الفرنسية)
- ستيفن باور على موقع أول موفي (الإنجليزية)
- ستيفن باور على موقع قاعدة بيانات الأفلام السويدية (السويدية)
- ستيفن باور على موقع إن إن دي بي (الإنجليزية)
- ستيفن باور على موقع قاعدة بيانات الفيلم (الإنجليزية)